# خان الربع

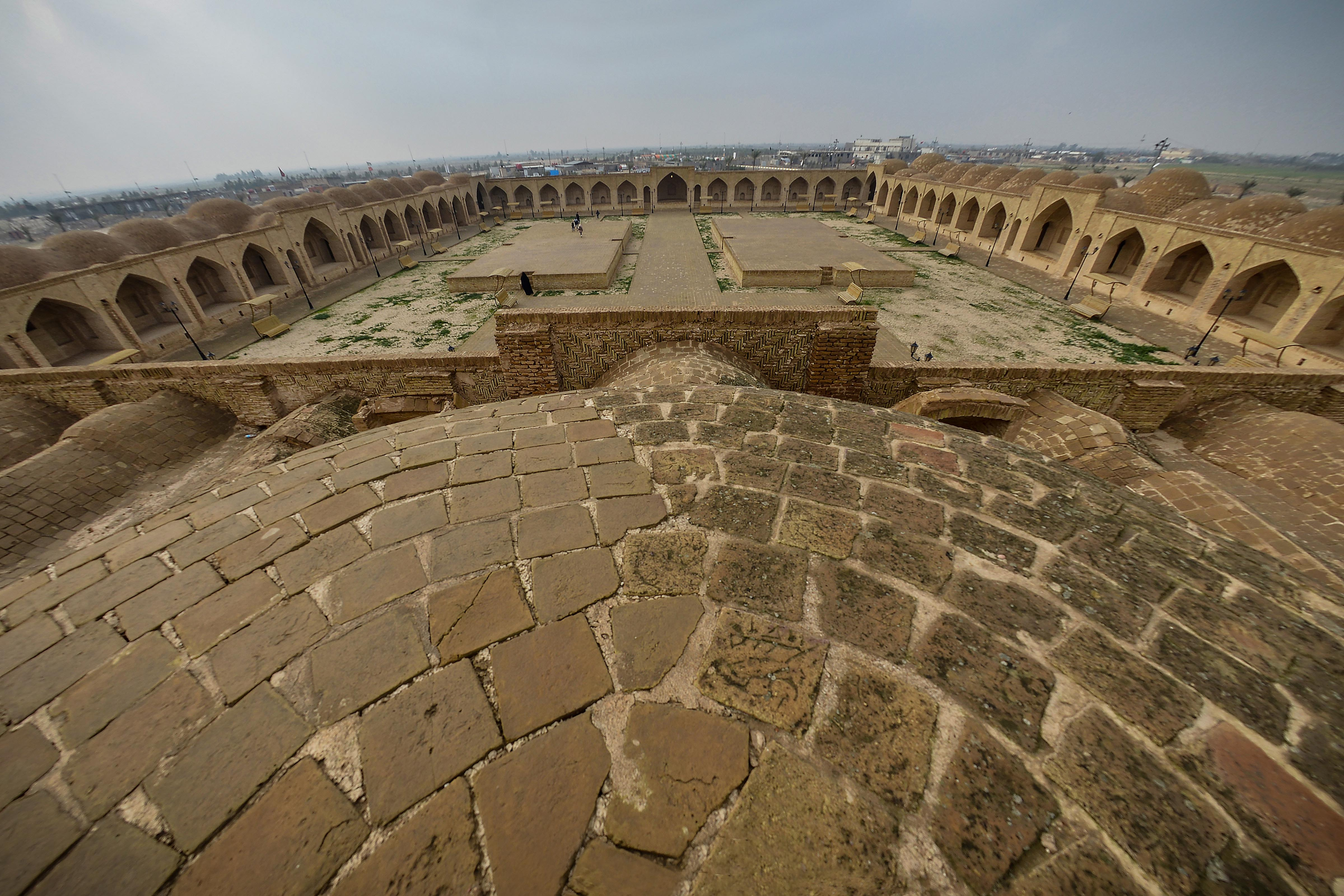
خان الربع

خان النخيلة أو خان الربع هو أحد أبرز الخانات الأثرية في العراق، وأحد المعالم التاريخية لمدينة كربلاء. يبعد عن مركز المدينة 16 كم2 ويقع على طريق النجف - كربلاء. يعود تاريخ بناءه إلى العهد العثماني، ويسمى بخان الربع لأنه يتوسط ربع المسافة بين كربلاء والنجف، كان يستخدم لراحة المسافرين القادمين إلى كربلاء.

## معرض صور

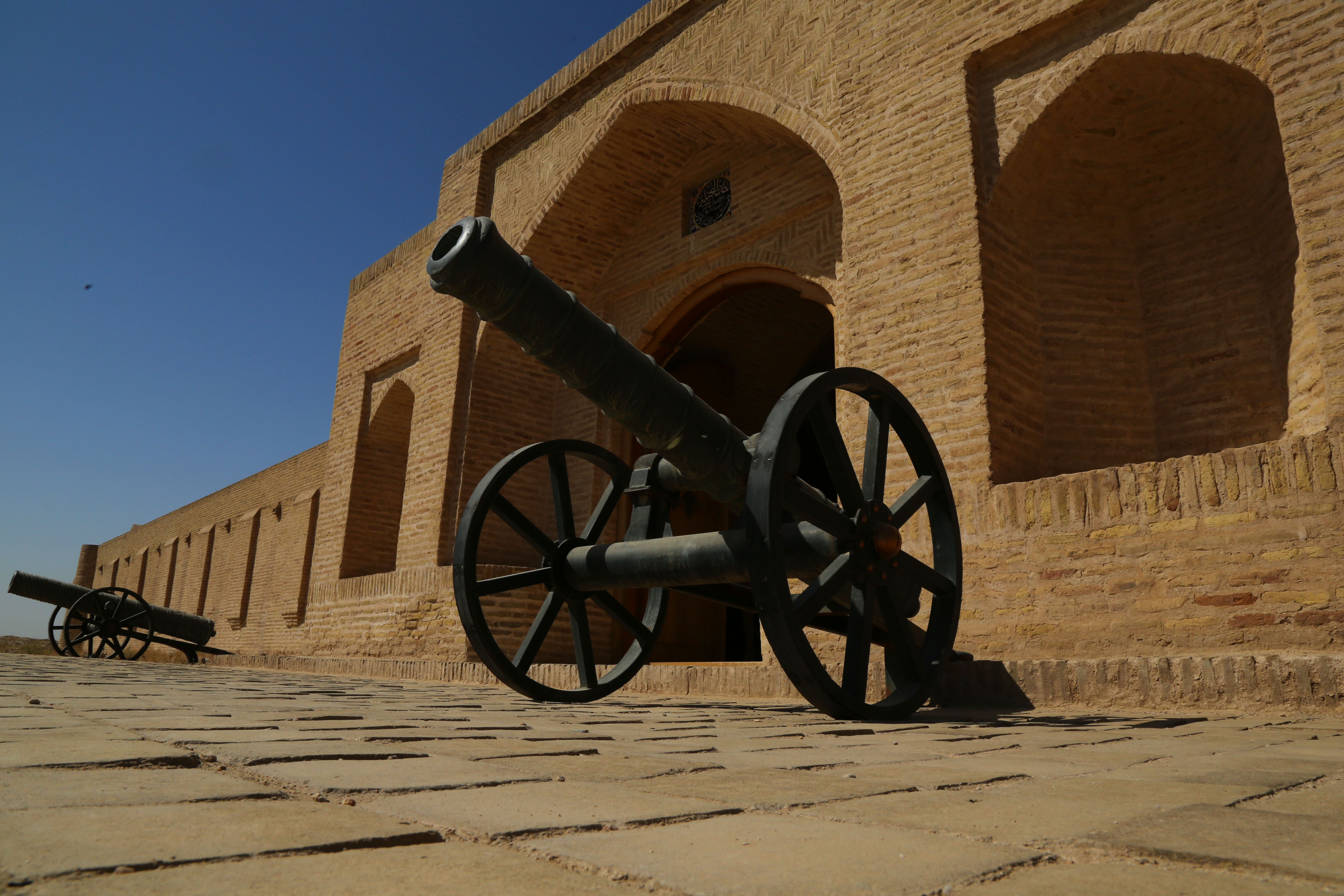
صورة 1
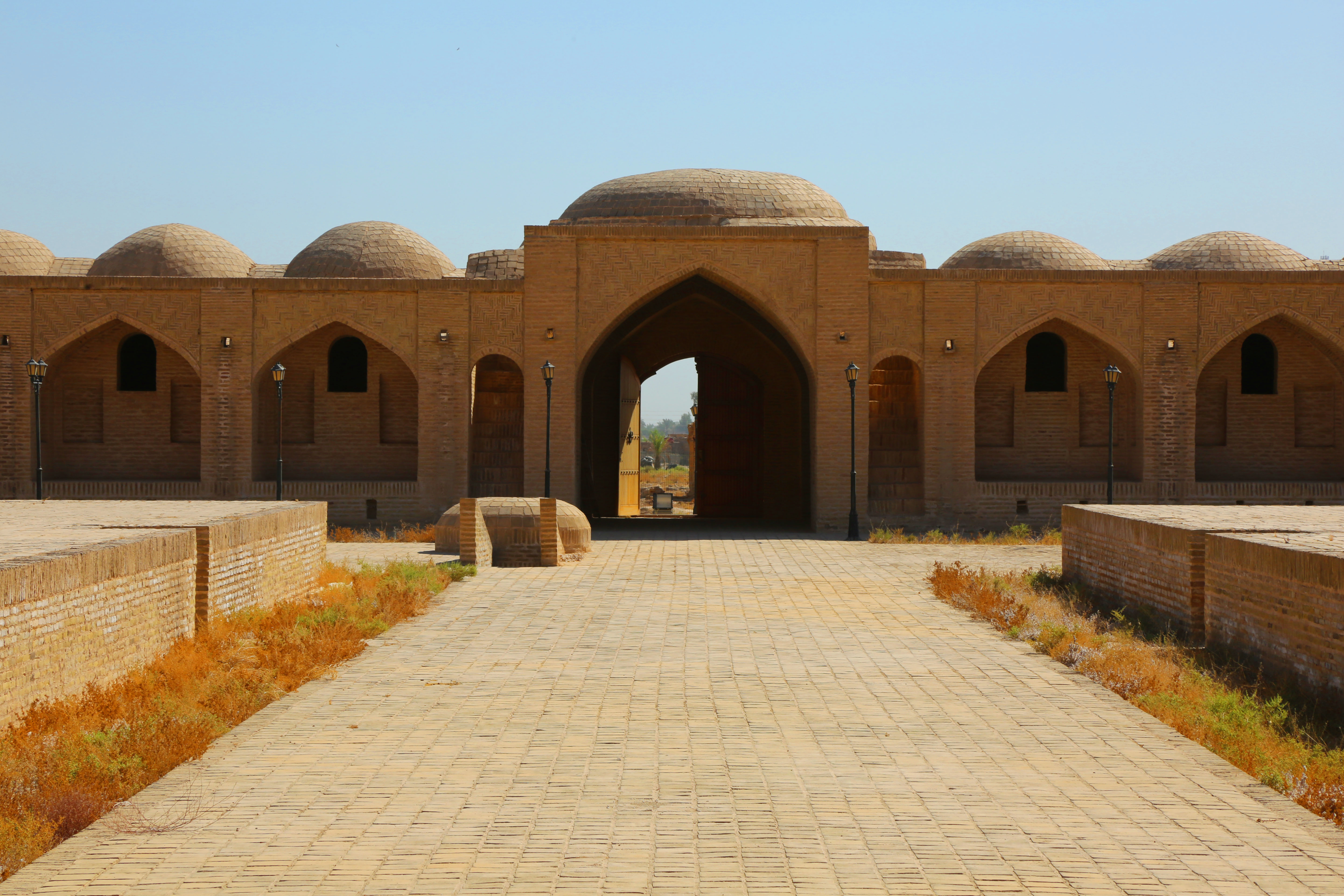
صورة 2
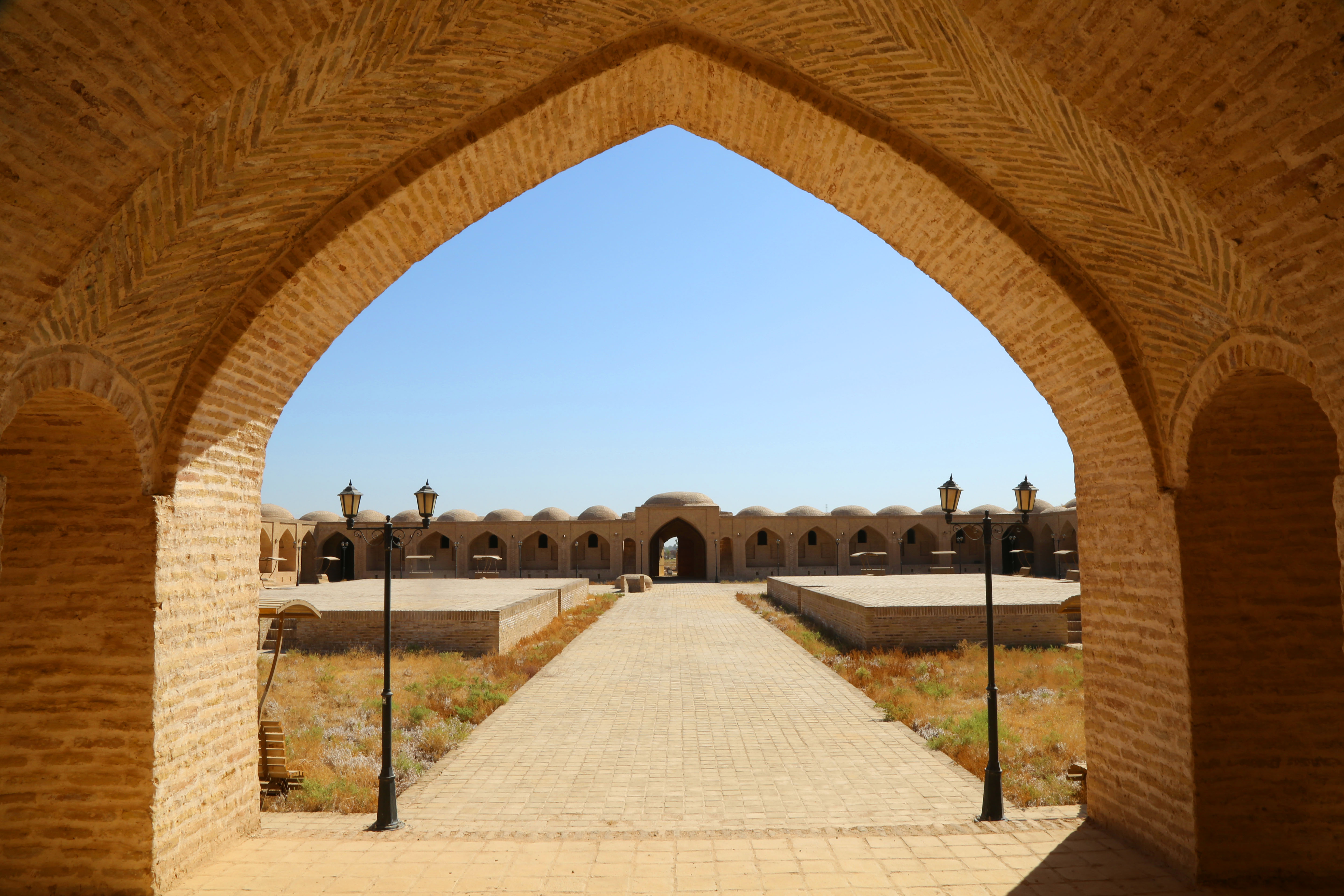
صورة 3
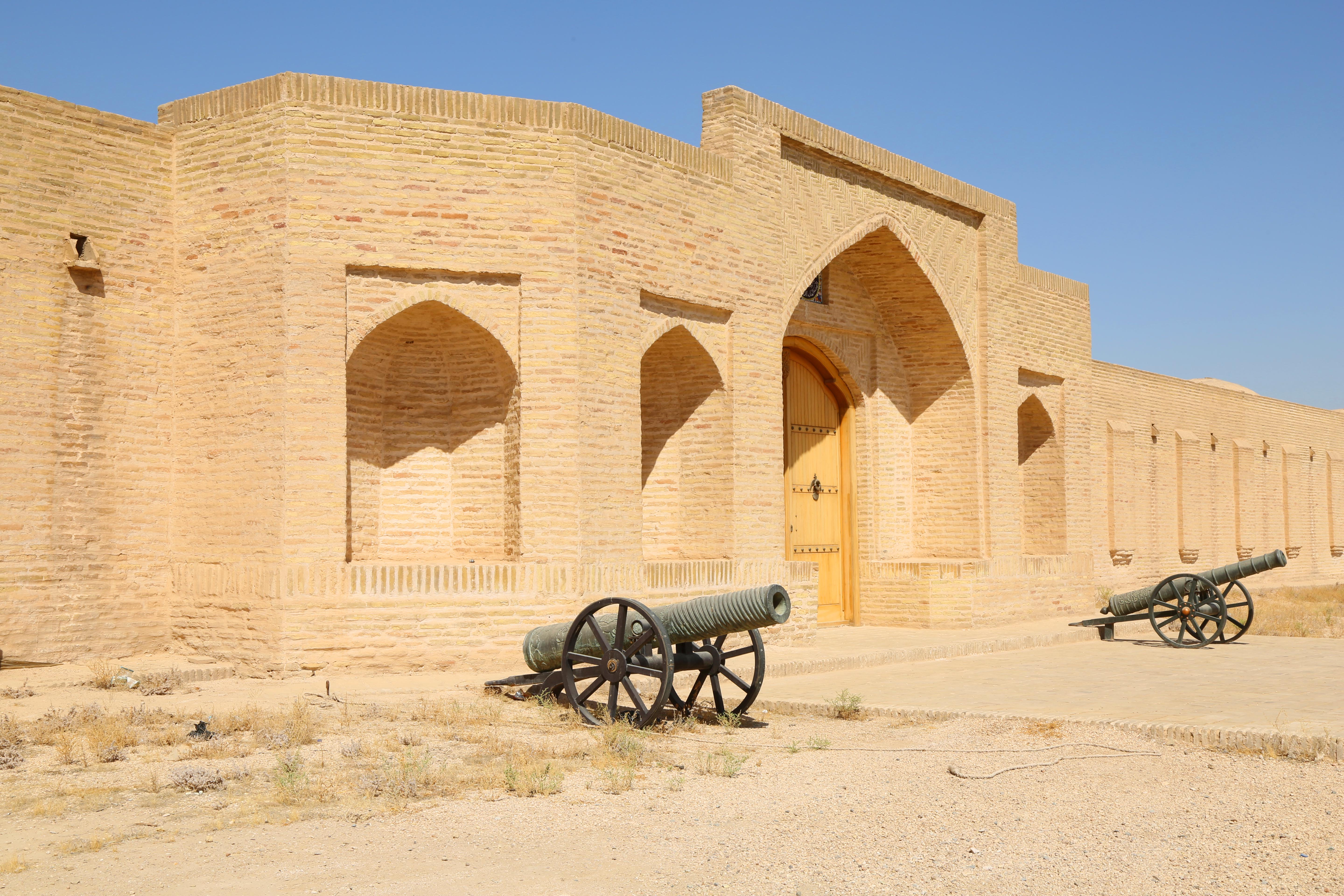
صورة 4
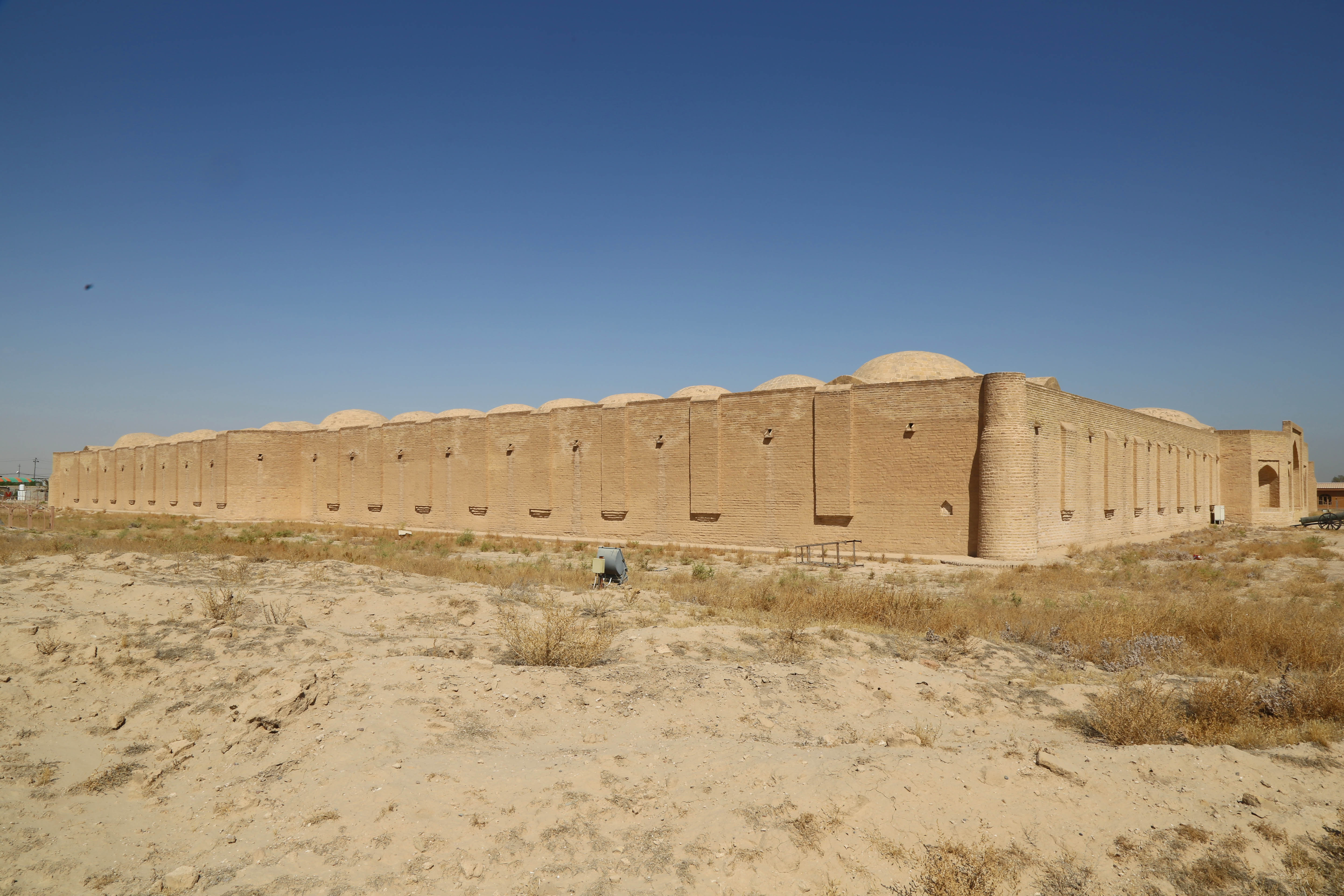
صورة 5